# Audan Schänibek
Der Audan Schänibek (kasachisch Жәнібек ауданы Schänibek audany, russisch Жанибекский район Schanibekski rajon) ist ein Bezirk im Gebiet Westkasachstan in Kasachstan.

## Bevölkerung
Bei der Volkszählung 1999 hatte der Audan Schänibek 19.511 Einwohner. Die Volkszählung 2009 ergab für den Bezirk eine Einwohnerzahl von 16.896. Bei der letzten Volkszählung 2021 lebten 14.554 Menschen im Audan Schänibek. Die Fortschreibung der Bevölkerungszahl ergab zum 1. Januar 2025 eine Einwohnerzahl von 14.006.
| Einwohnerentwicklung               | Einwohnerentwicklung | Einwohnerentwicklung | Einwohnerentwicklung | Einwohnerentwicklung | Einwohnerentwicklung | Einwohnerentwicklung | Einwohnerentwicklung |
| 1939                               | 1959                 | 1970                 | 1979                 | 1989                 | 1999                 | 2009                 | 2021                 |
| ---------------------------------- | -------------------- | -------------------- | -------------------- | -------------------- | -------------------- | -------------------- | -------------------- |
| 18.383                             | 21.750               | 30.368               | 19.410               | 20.949               | 19.511               | 16.896               | 14.554               |
| Anmerkung: Volkszählungsergebnisse |                      |                      |                      |                      |                      |                      |                      |

## Verwaltungsgliederung
Der Audan Schänibek ist in neun ländliche Bezirke (kasachisch Ауылдық округ Auyldyq okrug; russisch Сельский округ Selski okrug) gegliedert (Stand: 2021).
| Ländlicher Kreis | Einwohner | Einwohner | Orte                                 |
| Ländlicher Kreis | 2009      | 2021      | Orte                                 |
| ---------------- | --------- | --------- | ------------------------------------ |
| Aqoba            | 891       | 651       | Aqoba                                |
| Borsy            | 954       | 876       | Borsy, Tegisschil                    |
| Küigenköl        | 1246      | 943       | Qoltaban, Qursai, Önege, Schasqairat |
| Qamysty          | 1464      | 1149      | Qamysty                              |
| Schänibek        | 7460      | 7586      | Schänibek                            |
| Schaqsybai       | 1396      | 1053      | Aqadyr, Schaqsybai                   |
| Talow            | 1055      | 589       | Maitübek, Talow                      |
| Tau              | 1398      | 1006      | Schumajew, Schiger, Tau              |
| Usynköl          | 1032      | 701       | Jengbekschi, Usynköl                 |